# Мёрдок, Колин (фармацевт)
Ко́лин Мёрдок (англ. Colin Murdoch; 6 февраля 1929, Крайстчерч, Новая Зеландия — 4 мая 2008) — новозеландский фармацевт, в 1956 году изобрёл и запатентовал одноразовый пластиковый шприц.

## Биография
Колин Мёрдок родился 6 февраля 1929 года в Крайстчерче, Новая Зеландия. От рождения он амбидекстр. В школьные годы страдал дислексией, но несмотря на это проявлял повышенный интерес к химии и инженерным дисциплинам. По окончании школы получил профессию фармацевта, продолжив семейную династию. В последующие годы занимался ветеринарией. Именно потребность найти безопасное приспособление для вакцинации животных натолкнула его на мысль о создании одноразового шприца.
В 1956 году он запатентовал в Новой Зеландии изобретённый им одноразовый шприц. В течение последующих 15 лет он занимался развитием своего изобретения, созданием его улучшенных моделей и патентованием их в других странах мира. В начале 70-х годов XX века патент на изобретение одноразового шприца был зарегистрирован за ним во всех государствах мира.
Изобретённые Колином Мёрдоком одноразовые пластиковые шприцы применяются во всем мире и являются одним из наиболее используемых предметов медицинского оборудования. Только в США ежегодно используется ориентировочно около полумиллиарда таких шприцев.